# Valhalla Park
Valhalla Park är en park i Kanada.   Den ligger i provinsen British Columbia, i den södra delen av landet, 3 100 km väster om huvudstaden Ottawa. Valhalla Park ligger 1 356 meter över havet. Den ligger vid sjöarna  Beatrice Lake och Reanay Lakes.
Terrängen runt Valhalla Park är mycket bergig. Trakten runt Valhalla Park är nära nog obefolkad, med mindre än två invånare per kvadratkilometer.. Närmaste större samhälle är New Denver, 19,6 km nordost om Valhalla Park.
Trakten runt Valhalla Park består i huvudsak av gräsmarker.